# Alicia Huertas
Alicia Huertas (Madrid, 1969) es una escultora en bronce, especializada en retratos realistas de gran formato. En 2013 fue la primera mujer en firmar una obra de estas características, la escultura de Antonio Mingote, en el parque del Retiro de Madrid.

## Trayectoria
Nacida en Madrid de padres toledanos, se licenció en Bellas Artes con Medalla de Honor en Modelado, Relieves y Medallas, por la Universidad Complutense de Madrid.
Realizó más tarde dos años de doctorado, y otros dos años de postgrado en restauración de esculturas. Completó su formación realizando varios cursos con el pintor Antonio López y en la colaboración con los escultores de Tomás Bañuelos Ramón y Julio López Hernández.
Su obra ha sido expuesta tanto en exposiciones individuales como colectivas.
Especializada en retratos de gran formato, para ella captar la mirada es lo más importante, es autora de las esculturas de don Juan de Borbón, Félix Rodríguez de la Fuente, Rocío Dúrcal y Luis Aragonés, aunque también tiene numerosos retratos anónimos.
Realiza también en pequeño formato, esculturas de medallas y galardones para premios.
El monumento a Antonio Mingote tardó dos años en realizarlo, y en palabras de la autora es «un busto a pie de calle» ; fue inaugurado en octubre de 2014. A sus pies figuran las placas que nos recuerdan que es un homenaje del Ayuntamiento del Madrid, así como el nombre de la mecenas, Concepción Mira García.
En 2019 inauguró la estatua de Luis Aragonés en el Wanda Metropolitano.

## Obras destacadas
2005. Don Juan de Borbón. Bronce
2005. Félix Rodríguez de la Fuente. Bronce.
2008. Rocío Dúrcal. Bronce.
2014. Antonio Mingote. Bronce.
2019. Luis Aragonés. Bronce.